# Bryggemadonnan
Bryggemadonnan är en skulptur utförd av Michelangelo mellan 1501 och 1504 och förvarad i Onze-Lieve-Vrouwekerk i Brygge. Till skillnad från tidigare framställningar håller inte Jungfru Maria Jesusbarnet i sin famn, utan han står framför henne. Jungfru Maria sitter lugn med nedvänd blick.